# Conservateurs (Troisième République)
Pour les articles homonymes, voir Conservateur.
En France, dans la première moitié de la Troisième République, les conservateurs, quelquefois qualifiés de « réactionnaires » par leurs adversaires, sont des opposants monarchistes au régime républicain.

## Histoire
Au début de la Troisième République, les monarchistes, majoritaires dans l'Assemblée nationale élue le 8 février 1871, se disent conservateurs, minorant ainsi leurs divergences pour mieux mettre en avant, en guise de dénominateur commun, leur conservatisme en ce qui concerne l'organisation de la société.
Au cours de sa brève présidence de la République, Adolphe Thiers, conservateur libéral issu des rangs orléanistes mais déjà rallié à la République, tente d'asseoir la République conservatrice sur une conjonction des centres. Le 13 novembre 1872, il affirme ainsi : « la République sera conservatrice ou elle ne sera pas ». Cependant, il est lâché quelques mois plus tard par le centre droit, qui se joint à la droite monarchiste pour voter l'interpellation du duc de Broglie, qui désavoue Thiers en réclamant « une politique résolument conservatrice ». Ainsi renversé, Thiers est remplacé par le maréchal de Mac Mahon, que ses partisans vont bientôt qualifier de « chef du parti conservateur ».
Par conséquent, les partisans de Thiers, qui siègent au centre gauche, n'assumeront plus le qualificatif de « conservateur », qui restera le monopole de monarchistes pourtant peu enclins à conserver les institutions républicaines. Ainsi, lors de la crise du 16 mai 1877, Edmond de Pressensé, ancien député du centre gauche, souligne ce paradoxe qui le contrarie : ceux qui ont troublé l'ordre prétendent être des conservateurs, alors que c'est le parti républicain qui devrait être considéré comme « le grand parti conservateur de la république et de la France ».

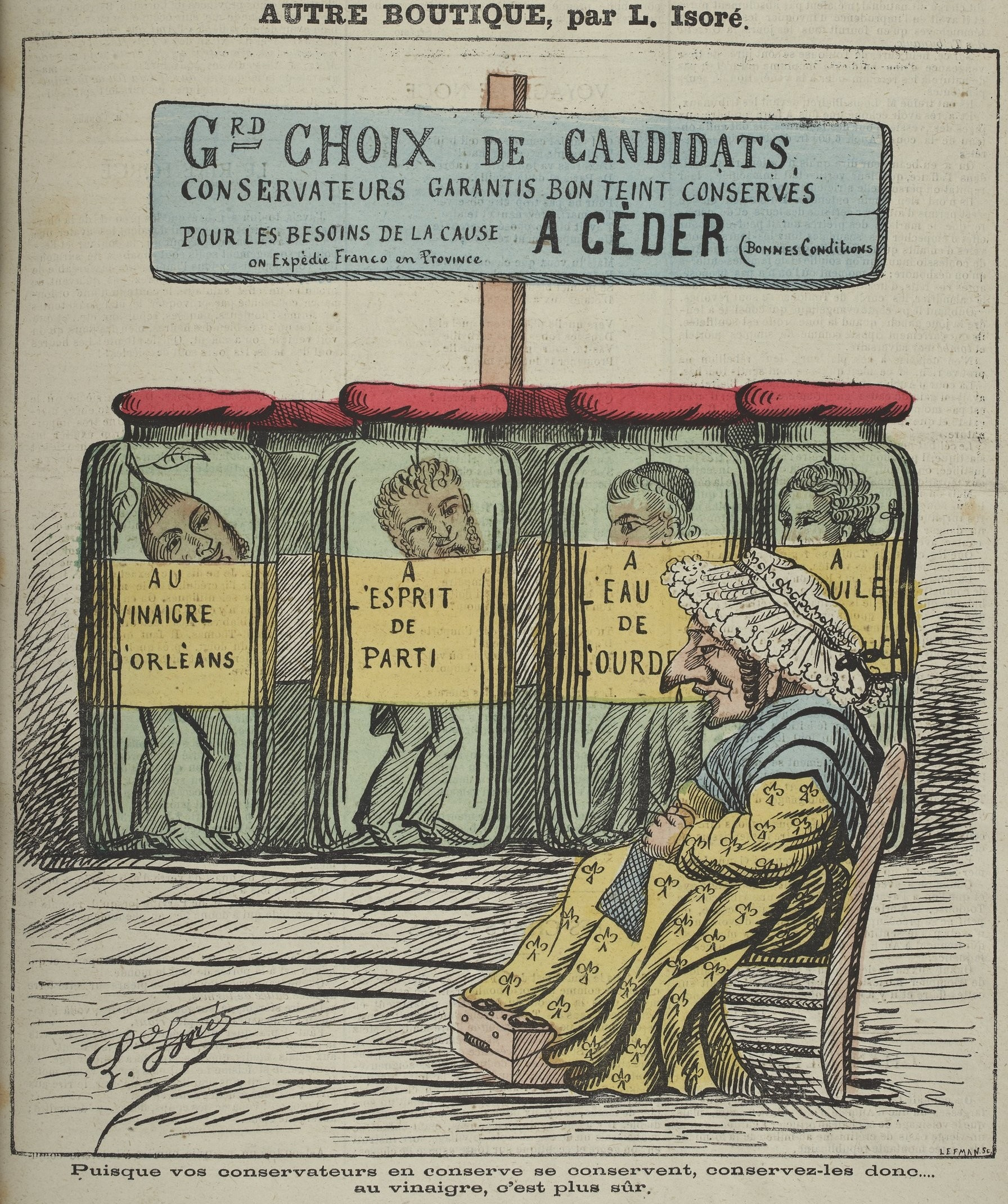
Dessin humoristique de Louis Isoré à propos des candidats conservateurs aux élections législatives de 1881 (La Nouvelle Lune, 14 août 1881).

Au cours des années suivantes, qui voient le centre gauche décliner par rapport aux républicains modérés dits « opportunistes », le nom « conservateur » s'applique donc aux monarchistes qui contestent le régime mis en place dans les années 1870.
Ce terme générique englobe des monarchistes fidèles à des dynasties concurrentes (les royalistes, issus de la fusion des légitimistes et des orléanistes après la mort du comte de Chambord, et les bonapartistes) mais également des opposants de droite sans attache dynastique précise, plus soucieux de lutter contre les politiques anticléricales et de défendre l'ordre social établi que de prôner une restauration monarchique qui semble de moins en moins possible.
Réalisée dans cet état d'esprit, mais davantage par nécessité que par conviction, l'union conservatrice est une stratégie électorale symétrique à celle de la concentration républicaine que pratique le camp opposé. Elle est notamment mise en œuvre lors des élections législatives de 1885,. Pendant la campagne électorale, les conservateurs ont essentiellement attaqué les républicains sur leur bilan économique et financier.

Propagande conservatrice pour les élections législatives de 1885
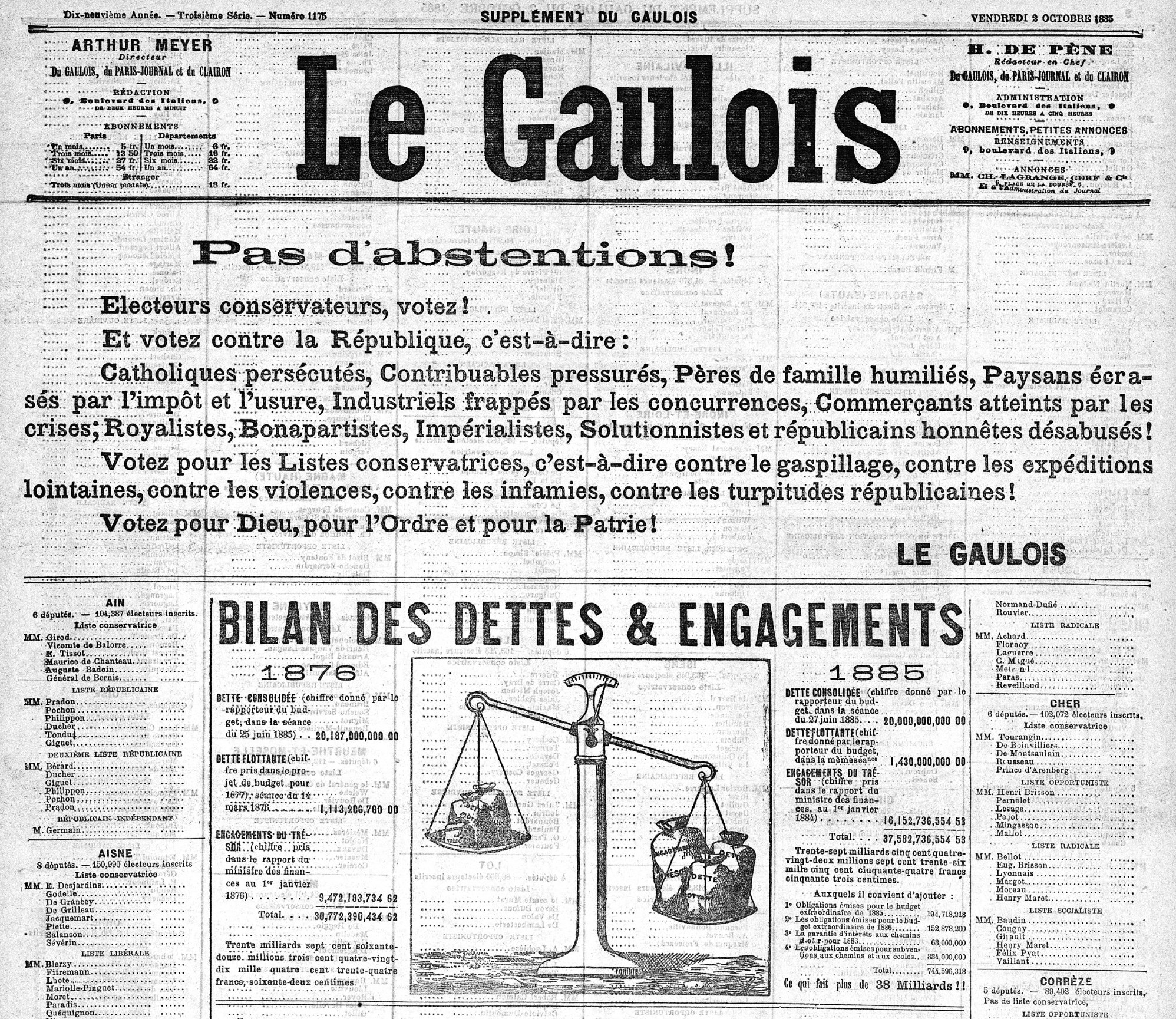
Appel aux « électeurs conservateurs » (Le Gaulois, supplément du 2 octobre 1885).
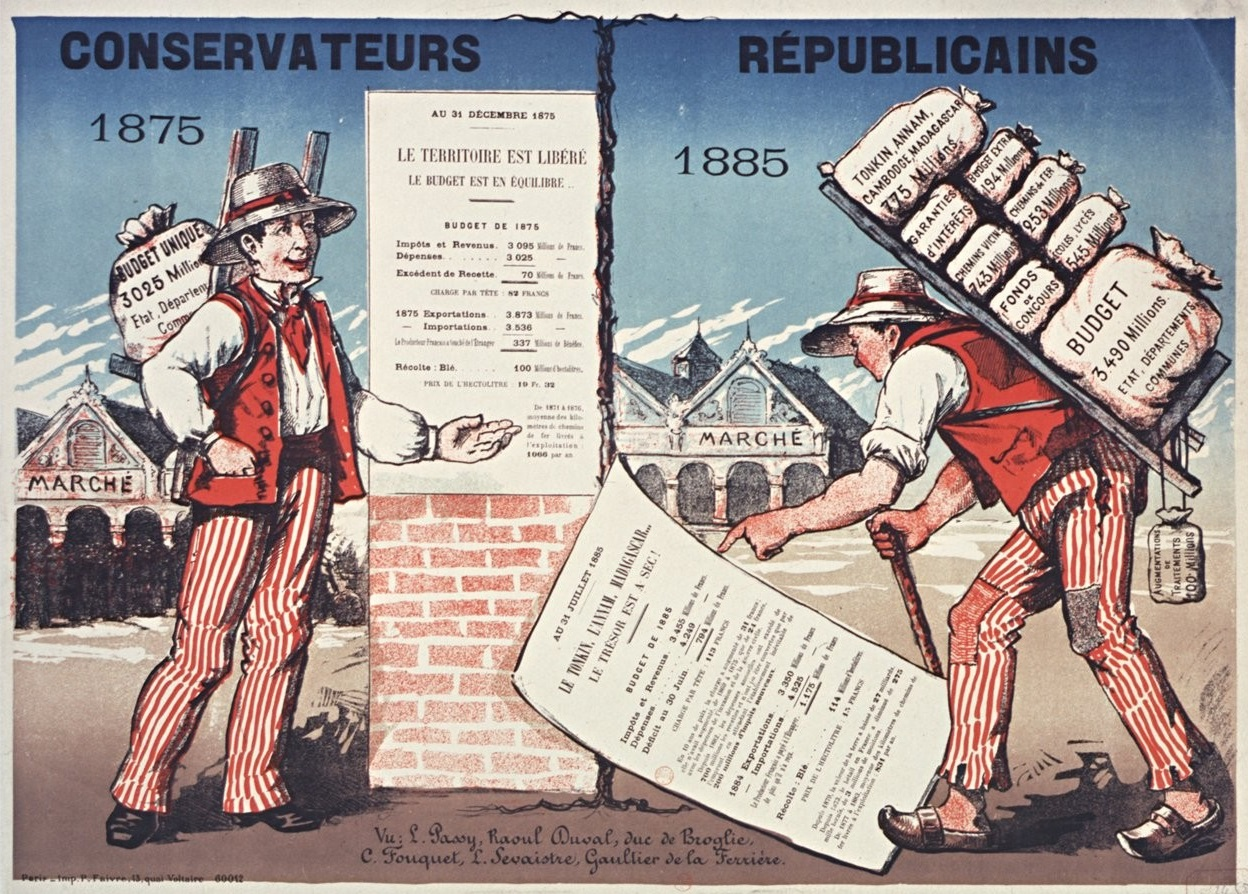
Affiche pour la liste conservatrice de l'Eure.

En 1887, le marquis de Castellane, qui se définit lui-même comme conservateur, considère que « le mot conservateur [...] représente en politique un parti, celui des gens qui tiennent à respecter, à maintenir l'ordre social, l'état financier acquis à la France depuis le commencement du siècle, et il faut ajouter l'état religieux tel que la République de 1848 et le troisième [sic] Empire l'avaient constitué ». Le même auteur incite ce « parti », s'il veut vraiment incarner une alternative aux partis en place et une digue face aux menées révolutionnaires, à renoncer à ses revendications dynastiques et à se doter de doctrines nouvelles adaptées à la société de son temps.
Ce sont les mêmes considérations qui avaient entraîné, l'année précédente, l'expérience de la Droite républicaine, et qui favoriseront le phénomène du Ralliement au début des années 1890. Au sein de ces mouvements, la priorité donnée à une politique de défense religieuse et/ou sociale nécessite l'acceptation, stratégique mais sincère, de la forme républicaine du régime.
La fin du XIXe siècle est marquée par le déclin des conservateurs, qui passent de 47,9 % des votants aux élections législatives de 1885 à 17 % à celles de 1898. Un léger regain (19,9 %) est observé lors des élections de 1902, mais celui-ci est davantage imputable aux ralliés, qui ne sont pas tous des conservateurs au sens strict, car certains d'entre-eux sont des catholiques sociaux. Ce sont d'ailleurs les ralliés qui, la même année, fondent le premier parti politique de droite, l'Action libérale populaire. Créée l'année suivante, la Fédération républicaine exprime des vues conservatrices mais elle est issue d'une scission au sein des anciens républicains « opportunistes » et n'a donc pas grand chose à voir avec les conservateurs des premières décennies du régime.